# سفارة المغرب في لندن
سفارة المغرب في المملكة المتحدة هي التمثيلية الرسمية وسفارة المغرب في المملكة المتحدة.

## معرض الصور

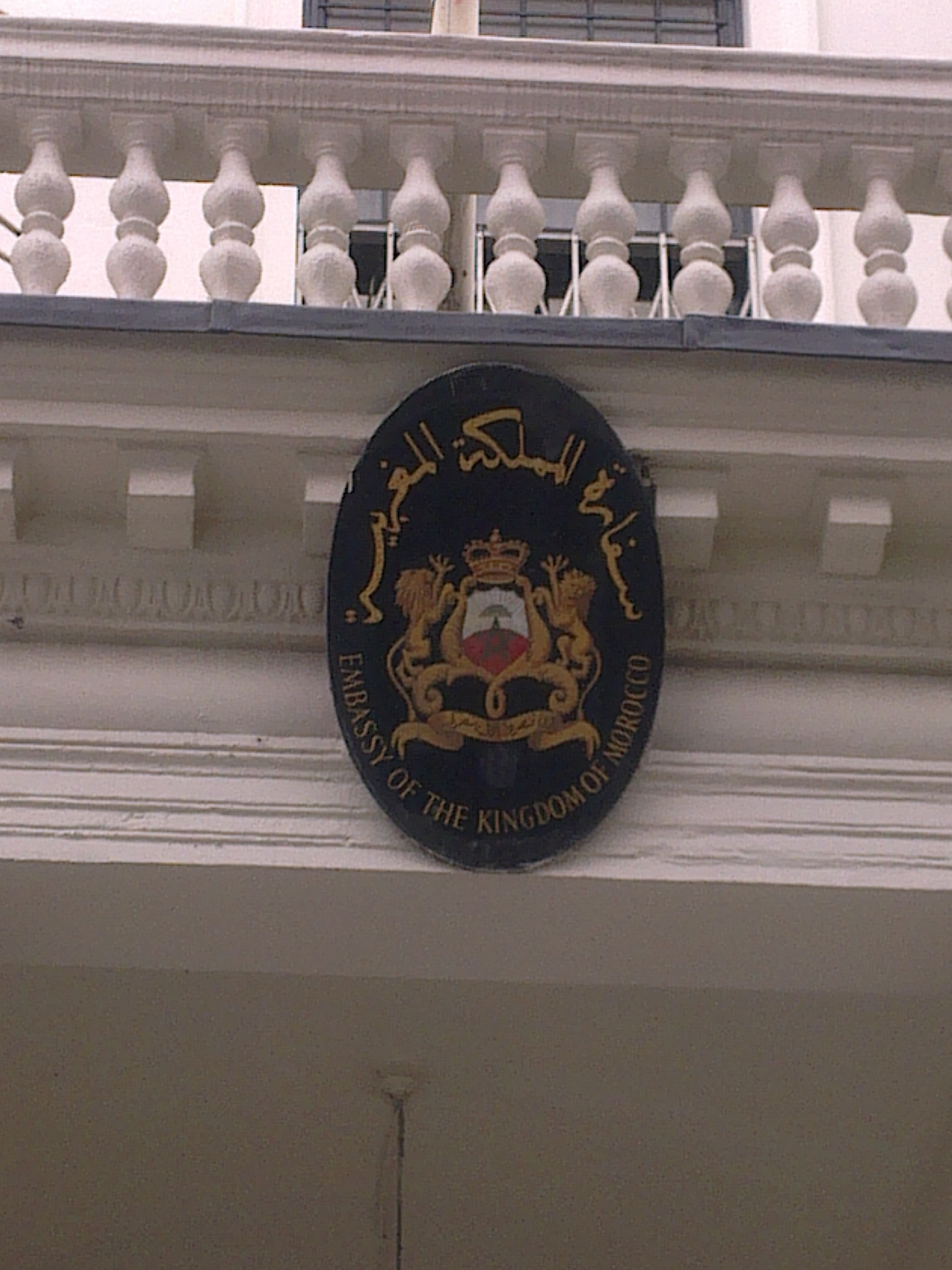
شعار المغرب فوق مدخل السفارة
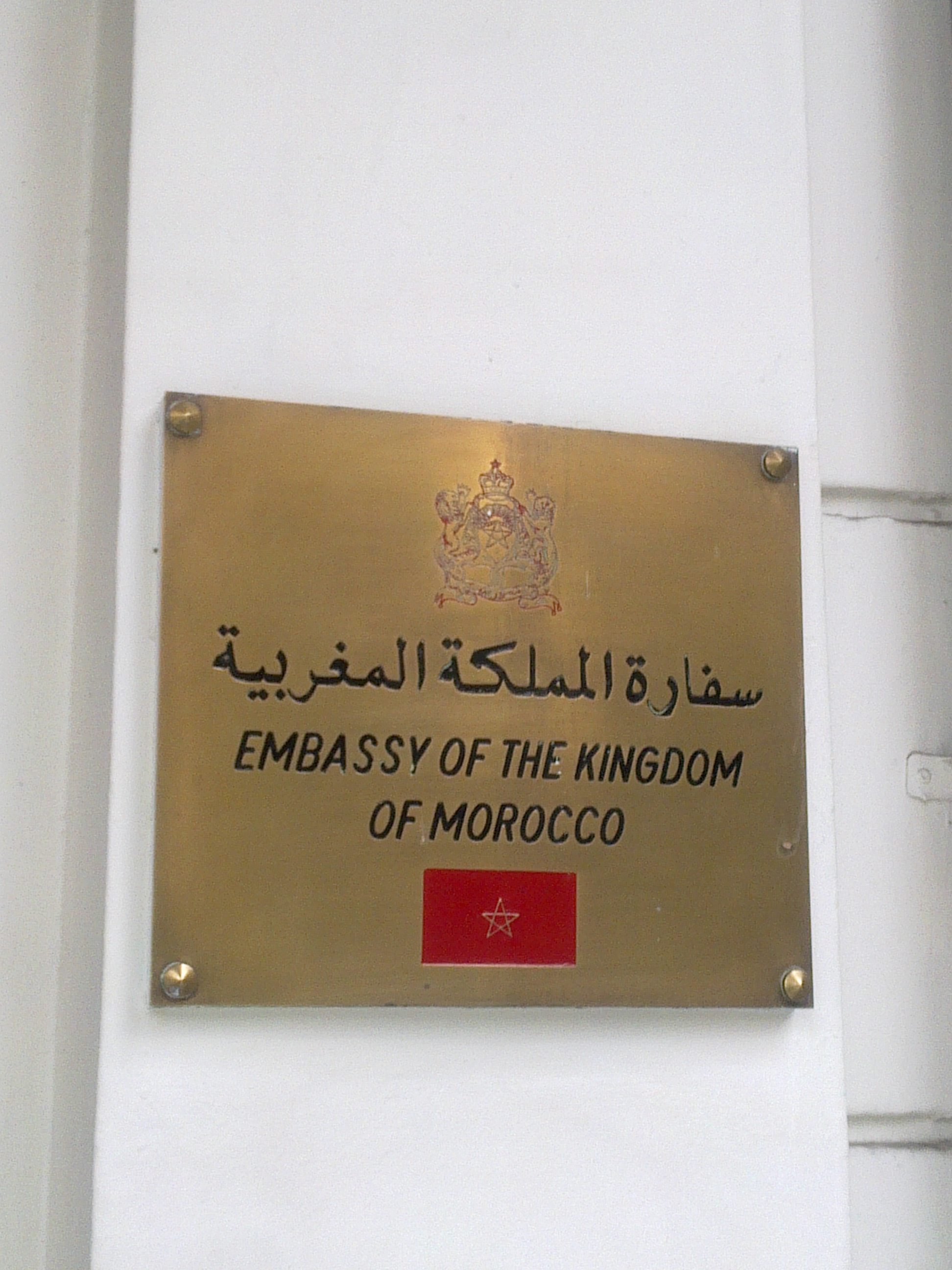
لافتة خارج مبنى السفارة باللغة العربية ولغة إنجليزية مع علم المغرب

## مقالات ذات صلة
- العلاقات البريطانية المغربية
- سفارة المغرب في واشنطن العاصمة